# Galaxy Zoo
Galaxy Zoo (транскр.  Галакси зу, прев. галактички зоолошки врт) је интернет астрономски пројект који позива јавност да помогне у класификацији више од милион галаксија. Пројект је инспирисан једним ранијим Stardust@home, где се од добровољаца тражило да претражују слике добијене из лета ка комети у потрази за траговима судара са међузвезданом прашином. Галактички зоолошки врт је сарадња Оксфордског универзитета, Портсмутског универзитета, Универзитета Џон Хопкинс и компаније Fingerprint Digital Media из Белфаста.